# Высокинский (Вологодская область)
Высокинский — посёлок в Никольском районе Вологодской области.
Входит в состав Завражского сельского поселения, с точки зрения административно-территориального деления — в Завражский сельсовет.

## География
Расстояние по автодороге до районного центра Никольска составляет 45 км, до центра муниципального образования Завражья — 15 км. Ближайшие населённые пункты — Высокая, Чегодаевский, Малое Старыгино.

## История
В 1966 году указом президиума ВС РСФСР поселок Высокинского лесопункта переименован в Высокинский.

## Население
| 2010 |
| ---- |
| 299  |

Согласно результатам переписи 2002 года, в национальной структуре населения русские составляли 99 % от жителей.